# ヴァッラーダ・アゴルディーナ
ヴァッラーダ・アゴルディーナ（伊: Vallada Agordina）は、イタリア共和国ヴェネト州ベッルーノ県にある、人口約500人の基礎自治体（コムーネ）。

## 地理

### 位置・広がり

#### 隣接コムーネ
隣接するコムーネは以下の通り。
- カナーレ・ダーゴルド
- チェンチェニーゲ・アゴルディーノ
- ロッカ・ピエートレ
- サン・トマーゾ・アゴルディーノ

### 気候分類・地震分類
気候分類では、zona F, 4056 GGに分類される。
また、イタリアの地震リスク階級 (it) では、zona 3 (sismicità bassa) に分類される。

## 行政

### 分離集落
ヴァッラーダ・アゴルディーナには、以下の分離集落（フラツィオーネ）がある。
- Andrich, Celat, Cogul, Mas, Piaz, Sachet (sede comunale), Toffol

## 姉妹都市
- Massaranduba、ブラジル 2011年